# Metropolia di Vologda

Localizzazione dell'oblast' di Vologda.

La metropolia di Vologda (in russo: Вологодская митрополия) è una delle province ecclesiastiche che costituiscono la Chiesa ortodossa russa.
Istituita dal Santo Sinodo il 23 ottobre  2014, comprende l'intera oblast' di Vologda nel circondario federale nordoccidentale.
È costituita da tre eparchie:
- Eparchia di Vologda
- Eparchia di Velikij Ustjug
- Eparchia di Čerepovec

Sede della metropolia è la città di Vologda, il cui vescovo ha il titolo di "Metropolita di Vologda e Kirillov".